# Halenia aquilegiella
Halenia aquilegiella är en gentianaväxtart som beskrevs av Standley. Halenia aquilegiella ingår i släktet Halenia och familjen gentianaväxter. Inga underarter finns listade i Catalogue of Life.